# Geraard Denijs
Geraard Denijs (ca. 1290 – Gent, 13 januari 1349) was een Gents wever en volksleider.
In de jaren 1320 werden de Gentse wevers buitengesloten van de macht en werd Denijs verbannen. Hij trok naar Holland, vanwaaruit hij in de jaren 1330 vergeefs probeerde terug te keren met enkele anderen. Het was het regime van Jacob van Artevelde dat hem in 1338 weer toeliet en dat dan ook zijn steun genoot.
Tegen 1340 was hij schepen en in 1343-1347 leidde hij als deken het machtige weversambacht. In 1345 leidde hij zijn ambacht op Quaden Maendach naar een overwinning in een bloedig treffen met de volders. Hij kwam in conflict met Van Artevelde en was de hoofdbeschuldigde in de moord op hem, gepleegd door Thomas Denijs op 17 juli 1345.
Denijs werd vervolgens meester van het Gentse stadsbestuur, maar zette niettemin Arteveldes politiek voort. Hij bleef het stedenverbond met Brugge en Ieper en de overeenkomst met Brabant trouw, alsmede het met Engeland aangegane economisch, monetair en militair verbond tegen Frankrijk.
Hij sneuvelde op Goede Disendach, toen troepen van graaf Lodewijk van Male de stad weer in bezit namen.

## Voetnoten
1. ↑  David Nicholas, The Van Arteveldes of Ghent. The Varieties of Vendetta and the Hero in History, 1988, p. 53